# 焼津市立総合病院
焼津市立総合病院（やいづしりつそうごうびょういん、英語名称：Yaizu City Hospital）は、静岡県焼津市にある、市が運営する総合病院である。

## 診療科
- 総合診療内科
  - 内視鏡外来
  - ペースメーカー外来
  - 禁煙外来
- 呼吸器科
- 消化器科
- 代謝内分泌科
- 神経内科
- 腎臓内科
- 神経科・精神科
  - 児童・思春期外来
- 小児科
  - 喘息外来
  - 心臓外来
  - 神経外来
  - 発達外来
  - 腎臓外来
  - 成長外来
  - 未熟児外来
  - 川崎病外来
  - 予防接種
  - 乳児検診
  - 健康外来
- 外科
  - 大腸・肛門外来
  - 乳腺・甲状腺外来
  - ストーマ外来
  - 胆石外来
  - スキンケア外来
  - フットケア外来
- 整形外科
  - スポーツ・膝外来
- 形成外科
- 脳神経外科
  - 脳卒中外来
- 皮膚科
- 泌尿器科
  - CAPD外来
- 産婦人科
  - 不妊外来
  - 更年期外来
  - 体外受精
  - 妊婦外来
  - 子宮癌検診
  - 腫瘍外来
  - フォローアップ外来
- 眼科
- 耳鼻咽喉科
- リハビリテーション科
- 放射線診断・治療科
- 歯科口腔外科

## 受付時間
- 診察日

月曜日～金曜日(祝日、年末年始を除く。救急外来は24時間365日受付。)
- 受付時間
- 午前
  - 新患8:00～11:00
  - 再診8:00～11:30
- 午後
  - 12:30～15:00(予約及び専門外来のみ)

## 特徴
- 近隣の他の病院と比較してかかりつけ医を持つことを勧めたりするなど、地域医療との連携を重視している。
- 当院の医師は浜松医科大学との連携により、働きながら大学院で学ぶことが出来る。また、授業料を病院側が負担する奨学金制度も設けられている。[1]

## 歴史
- 1947年（昭和22年）6月1日 - 協立焼津病院が設立される
- 1954年（昭和29年）4月1日 - 市立焼津病院発足
- 1958年（昭和33年）4月17日 - 焼津市三ヶ名に病院開設(129床)
- 1983年（昭和58年）4月1日 - 焼津市道原に移転新築(381床稼働、最終的に411床になる)
- 1988年（昭和63年）5月23日 - 増改築工事起工式(601床に増床)
- 2000年（平成12年）10月2日 - 院外処方箋発行開始
- 2001年（平成13年）4月1日 - 総合診療内科開設
- 2002年（平成14年）4月1日 - 地域医療連携室開設

## 各種機関指定
- 保険医療機関
- 国民健康保険療養取扱機関
- 労災指定医療機関
- 生活保護法指定病院
- 更生医療指定病院
- 結核予防法指定病院
- 養育医療指定病院
- 育成医療指定病院
- 臨床研修指定病院
- エイズ診療拠点病院
- 母体保護法指定医
- 災害拠点病院
- 難病医療協力病院
- 日本病院会優良短期人間ドック認定施設
- 地域リハビリテーション支援センター
- 静岡県不妊治療費助成制度指定医療機関
- 産科救急受入医療機関
- 身体障害者福祉法指定医
- 静岡県指定自立支援医療機関(精神通院医療)
- 臨床研修施設指定(歯科医師)
- 特定疾患治療取扱病院
- 臨床研修協力施設
- 小児慢性特定疾患治療取扱病院
- 日本医療機能評価機構の定める認定基準(一般病院種別B)
- 被爆者一般疾病医療機関
- 救急告示病院
- 日本がん治療認定研修施設

## 学会等研修施設
- 日本医学放射線学会専門医修練機関
- 日本眼科学会専門医研修施設
- 日本外科学会専門医修練施設
- 日本血液学会認定医研修施設
- 日本胸部外科学会認定医制度関連施設
- 日本耳鼻咽喉科学会専門医研修施設
- 日本形成外科学会認定医研修施設
- 日本神経学会認定医教育施設
- 日本呼吸器外科学会指導医制度関連施設
- 日本大腸肛門学会専門医修練施設
- 日本産婦人科学会専門医卒後研修指導施設
- 日本透析医学会認定医制度認定施設
- 日本循環器学会認定循環器専門医研修施設
- 日本皮膚科学会認定専門医研修施設
- 日本消化器外科学会専門医修練施設
- 日本脳卒中学会専門医認定制度による研修教育施設
- 日本整形外科学会認定医研修施設
- 日本輸血学会認定医制度指定施設
- 日本糖尿病学会認定教育施設
- 日本泌尿器科学会専門医教育施設
- 日本内科学会認定医制度教育病院
- 呼吸器外科専門医認定基幹施設(浜医附属病院)の関連施設
- 日本脳神経外科学会専門医認定指定訓練場所
- 日本臨床腫瘍学会認定研修施設
- 日本病理学会認定病理医制度研修認定施設B
- 日本臨床細胞学会施設認定
- 救急科専門医指定施設
- 日本臨床検査医学会臨床検査専門医制度認定病院
- 認定臨床微生物検査技師制度研修施設
- 日本心血管インターベンション学会認定研修関連施設
- 認定輸血検査技師制度指定施設
- 日本消化器内視鏡学会専門医制度指導施設
- 日本周産期・新生児医学会専門医の暫定研修施設
- 日本消化器病学会専門医制度認定施設(2008年1月～)
- 日本プライマリ・ケア学会認定医研修施設

## アクセス
- 最寄停留所は、「焼津市立病院前」。

| バス停         | 運行事業者                                   | 路線名       | 主要経由地                                                                               | 行先       | 備考                                                                                          |
| -------------- | -------------------------------------------- | ------------ | ---------------------------------------------------------------------------------------- | ---------- | --------------------------------------------------------------------------------------------- |
| 焼津市立病院前 | しずてつジャストライン                       | 五十海大住線 | 静岡福祉大学・大富・西焼津駅南口・藤枝大手・五十海                                       | 清里       | 平日のみの運行。 西焼津駅南口止（開校日のみ運行）も設定。西焼津駅南口までの所要時間は約19分。 |
| 焼津市立病院前 | しずてつジャストライン                       | 焼津大島線   | 大富三和・本中根                                                                         | 大井川庁舎 | 静岡福祉大学行、大島新田止も設定。                                                            |
| 焼津市立病院前 | しずてつジャストライン                       | 焼津大島線   | 小川・静岡県中部看護専門学校                                                             | 焼津駅前   | 焼津駅前までの所要時間は約20分。                                                              |
| 焼津市立病院前 | しずてつジャストライン                       | 一色和田浜線 | 北川原公会堂・水産高校前                                                                 | 焼津駅前   | 焼津駅前までの所要時間は約20分。                                                              |
| 焼津市立病院前 | しずてつジャストライン                       | 一色和田浜線 | 田尻・一色・横須賀ディスカバリーパーク・すみれ台団地・小川港前・水産高校前               | 焼津駅前   | 最終便のみ、水産加工センター止の設定。                                                        |
| 焼津市立病院前 | 焼津市（運行委託先：しずてつジャストライン） | 焼津循環線   | 西小川一丁目・水産高校南・アクアスやいづ                                                 | 焼津駅前   | 焼津駅前までの所要時間は約31分。                                                              |
| 焼津市立病院前 | 焼津市（運行委託先：しずてつジャストライン） | 焼津循環線   | 大富小学校前・中新田・西焼津駅南口・文化センター前・岡当目・坂本・さかなセンター・大覚寺 | 焼津駅前   |                                                                                               |
| 焼津市立病院前 | 焼津市（運行委託先：しずてつジャストライン） | 大井川焼津線 | 石津西公園前・アクアスやいづ入口・市役所北                                               | 焼津駅前   | 焼津駅前までの所要時間は約20分。                                                              |
| 焼津市立病院前 | 焼津市（運行委託先：しずてつジャストライン） | 大井川焼津線 | 水産加工センター・平松・飯淵・中島                                                       | 大井川庁舎 |                                                                                               |

- 東名高速道路焼津ICより20分